# 트랜스미디어 스토리텔링
트랜스미디어 스토리텔링 (Transmedia Storytelling)은 하나의 이야기나 이야기 경험이 여러 가지 플랫폼과 형태로 전달하는 기술을 말하는 것으로, 한 가지 이야기를 책, 영화, 라디오등 다양한 형태로 재생산하는 OSMU(One Source Multi Use)와는 달리 통합적인 하나의 이야기가 여러 매체와 포맷을 통해 독립적이며 또 동시에 유기적으로 연결되어 합쳐질수록 더 입체감 있는 경험을 제공하는 스토리텔링 방식을 말한다. 
이는 헨리 젠킨스에 의해 2006년 저서 《융합 문화》(Convergence Culture)에서 처음 정의되었다. 여러 가지 다양한 미디어 포맷을 통해 이야기의 세계로 사용자를 집중시킬 수 있게 하는 단초를 창출하게 된다.
현재 트랜스미디어 스토리텔링의 성장을 촉진하고 있는 두 가지 요소 중 첫째는 비디오 게임, 인터넷, 모바일 플랫폼 등 새로운 미디어가 발전하고 있고, 이러한 미디어를 위한 콘텐츠를 개발하고 발전시키는 것이 필요하기 때문이다. 또한 두 번째로는 창조적 자산을 공유하는 것이 미디어의 창작자들로 하여금 경제적 이득과 제작 비용의 절감 효과를 가져오기 때문이다.
트랜스미디어는 인터넷의 발전을 통해 성장한 사회적 인터랙션 관계망을 통해 사용자(혹은 소비자)가 미디어를 통한 콘텐츠의 단순 소비에서 떠나 창작, 편집, 소비의 과정에 직간접적으로 참여하게 되는 트렌드에 관련이 깊다. 또한 어느 한 콘텐츠가 다양한 미디어 형태로 재편집되어 전달되는 단순한 다채널 방식에서 복잡하고 심도 있는 콘텐츠의 스토리가 다양한 미디어 형태로 만들어지는 멀티 모달 표현으로 더 발전하게 된다.
한편 트랜스 미디어 작가 중 하나인 제프 고메즈는 이를 "예술적으로 잘 계획된 다양한 미디어 플랫폼을 사용하여 대중에게 예술을 전달하기 위한 메시지의 테마를 담는 기술"이라고 정의하였다.